# ガイウス・アティリウス・ブルブス
ガイウス・アティリウス・ブルブス（ラテン語: Gaius Atilius Bulbus、生没年不詳）は紀元前3世紀中期の共和政ローマの政治家・軍人。紀元前245年と紀元前235年に執政官（コンスル）を、紀元前234年には監察官（ケンソル）を務めた。

## 出自
プレブスであるアティリウス氏族の出身。父も祖父もプラエノーメン（第一名、個人名）はアウルスである。

## 経歴

### 最初の執政官（紀元前245年）
紀元前245年、ブテオは執政官に就任。第一次ポエニ戦争の21年目の年であり、同僚執政官はマルクス・ファビウス・ブテオであった。この年に大きな戦闘は記録されていない。

### 二度目の執政官（紀元前235年）
10年度の紀元前235年、ブテオは二度目の執政官に就任、同僚執政官はティトゥス・マンリウス・トルクァトゥスであった。ティトゥス・リウィウスはトルクァトゥスによってヤヌス神殿の扉が閉じられたとしている。この神殿の扉は戦時には開き、平和時には閉じることとなっていたが、第三代ローマ王トゥッルス・ホスティリウスが扉をあけて以来、400年間開いたままであった。但し、ヤヌスの扉を閉めたのは、紀元前241年の執政官アウルス・マンリウス・トルクァトゥス・アッティクスで、第一次ポエニ戦争の終結を記念してのものとの説もある。

### 監察官（紀元前234年）
紀元前234年には監察官に就任。同僚はアウルス・ポストゥミウス・アルビヌスであった。紀元前236年の先代はクィントゥス・ルタティウス・ケルコが任期中死去したためルーストルム (ケンソルの任期終了時に行われる清めの儀式) を行わなかったが、この代では40回目のルーストルムが行われている。

## 参考資料
- ティトゥス・リウィウス『ローマ建国史』
- カピトリヌスのファスティ
- Broughton, T. Robert S. (1951). The Magistrates of the Roman Republic . Volume I, 509 BC - 100 BC. I, number XV. New York: The American Philological Association
- the Dictionary of Greek and Roman Biography and Mythology (in public domain ), of William Smith (1870),